# 드라젠 페트로비치
드라젠 페트로비치(크로아티아어: Dražen Petrović, 세르비아어: Дражен Петровић, 1964년 10월 22일~1993년 6월 7일)는 유고슬라비아와 크로아티아의 농구 선수로 포지션은 슈팅 가드이다. 1980년대 동유럽 최고의 농구 선수 중 한 명으로 유고슬라비아와 스페인 프로 리그에서 성공을 거둔 후 1989년에 미국의 전미 농구 협회(NBA)에 합류했다. 그의 형인 알렉산다르도 농구 선수로 활동했다.
여러 국제 농구 대회에서 활약한 스타였으며, 처음에는 유고슬라비아 국가대표팀 소속으로 뛰었고, 크로아티아의 독립 후에는 크로아티아 국가대표팀 소속으로 활동했다. 그는 올림픽에서 은메달 2개(1988, 1992)와 동메달 1개(1984), 세계 선수권 대회에서 금메달(1990)과 동메달(1986)을 1개씩 획득했으며, 유럽 선수권 대회에서는 1989년 대회에서 우승, 1987년 대회에서 동메달을 획득했다. 그는 1986년 FIBA 세계 선수권 대회와 1989년 유럽 선수권 대회에서 최우수 선수(MVP)로 선정되기도 했다. 또한 치보나 자그레브 소속으로 1985년과 1986년에 2회 연속 유로리그 우승을 차지했으며, 유로스카 4회 수상, 미스터 유로파 2회 수상했다. 1985년에는 유고슬라비아 최고의 운동 선수에게 주는 황금 배지를 수상했다.
유럽에서 성공한 후 유럽보다 큰 무대를 찾기 위해 미국으로 건너갔으며, 1989년 포틀랜드 트레일블레이저스의 일원으로 NBA에 합류했다. 그 해 대부분의 벤치에서 뛰었던 페트로비치는 뉴저지 네츠로 트레이드된 이후 선수 경력의 전환점을 맞이했으며, 네츠 소속으로 활동하는 동안 리그 최고의 슈팅 가드 중 한 명이 되었다. 그는 1991년 FIBA 위대한 선수 50인 중 한 명으로 선정되었다. 그러나 1993년 6월 7일 28세 때 국가대표팀 경기를 위해 독일을 방문했다가 현지에서 교통 사고로 사망하였다.
그의 죽음 이후인 1993년에 페트로비치의 등 번호 3번은 뉴저지 네츠에 의해 영구 결번으로 지정되었고, 그가 유고슬라비아 리그에서 뛰던 시절의 팀인 KK 치보나의 홈 구장의 이름은 그의 이름을 따서 드라젠 페트로비치 농구 홀로 명명되었다. 또한 1993년에는 올림픽 훈장이 수여되었다. 2002년에 네이스미스 농구 명예의 전당에 헌액되었으며, 2006년에는 그를 기리는 드라젠 페트로비치 상이 제정되었다. 이후 2007년에는 FIBA 명예의 전당에 헌액되었으며, 2008년에는 위대한 유로리그 기여자 50인 중 한 명으로 선정되었다. 2013년에 그는 2013년 유럽 선수권 대회 참가 선수들에 의해 역사상 최고의 유럽 농구 선수로 선정되었다.
페트로비치는 오늘날 유럽 농구 선수들의 NBA 대량 유입에 대해 중요한 역할을 했다고 평가 받고 있으며, 오늘날까지 크로아티아의 국가적 영웅으로 여겨지고 있다.